# Стратосфера
Стратосферата (от на старогръцки: στρατός – „войска“ и σφαῖρα – „кълбо“, „сфера“) е слой на земната атмосфера, разположен на височина между 11 и 50 km. Намира се над тропосферата. Между тропосферата и стратосферата е границата на тропопаузата, която маркира началото на температурната инверсия. Близо до екватора долният край на стратосферата е висок до 20 km, на средни ширини около 10 km, а на полюсите около 7 km. 
Стратосферните температури се променят с височината и сезоните, достигайки особено ниски температури през полярната нощ (зимата).  Температурите варират от −56,5 °С близо до тропопаузата до 15 °C близо до мезосферата.  В долната част на стратосферата, до около 30 km височина, температурата почти не се изменя спрямо величината ѝ в тропосферата), а след тази височина тя постепенно се увеличава: в слоя 25—40 km от −51 °C до +0,8 °С, а в горния слой на стратосферата или областта на инверсия на 50 km височина достига 15 °C.  Увеличението на температурата продължава и в най-горните слоеве на стратосферата, тъй като там въздухът има свойството да се затопля пряко от ултравиолетовите лъчи. Поглъщането на светлинните лъчи се дължи на озоновия слой което е високо между 30 и 40 км. Озоновият слой е зона, в която концентрацията на стратосферния озон е много по-висока, отколкото в останалата част на атмосферата. Озонът предпазва живите същества от вредните лъчи на слънцето. 
В стратосферата почти няма вертикално движение на въздуха, но ветровете в хоризонтално направление могат да достигнат често 200 km/h. Проблемът с този вятър е, че всяко вещество, което достига до стратосферата, се разпространява по цялата планета. Пример за това са газовете CFC, съставени от хлор и флуор. Те разрушават озоновия слой и се разпространяват по цялата планета поради силните ветрове от стратосферата.  Ветровете в стратосферата могат далеч да надхвърлят тези в тропосферата, достигайки близо 60 m/s (220 km/h) в южния полярен вихър. 